# Aimbot
Aimbot (af engelsk: "aim" og "bot", sigterobot) er et computerprogram, der bruges til at skaffe den pågældende spiller i et førstepersonsskydespil en fordel i forhold til modspiller(ne), som ikke anvender aimbot.
Brug af en aimbot betragtes således som snyd.
En spiller som benytter aimbot kan ofte genkendes på at spillerens sigte automatisk rykker sig meget hurtigt fra modspiller til modspiller, efterhånden som de bliver skudt ned. 'Headshot' kan typisk indstilles, hvilket samtidig bliver en kraftig indikator på om en spiller anvender en aimbot.
Et visuelt eksempel på en aimbot, der oven i købet også har 'Wallhack' (at kunne se gennem vægge) 
Nogle computerspil fx Counter-Strike og Battlefield anvender anti-aimbots ved hjælp af Valve Anti-Cheat (VAC), der forsøger at følge med i den konstante udvikling inden for aimbots for at komme snyderiet til livs. Såfremt snyd bliver opdaget via VAC bliver den pågældende banned fra alle servere, der har installeret VAC.
Der eksisterer forskellige aimbots til de respektive PC-spil. Disse aimbots kan hentes gratis forskellige steder på internettet eller købes samme sted, fx aimbot til Counter-Strike.